# Homomorfisme dual
Si {\displaystyle \varphi :M\longrightarrow N} és un homomorfisme entre dues estructures lineals (dos mòduls sobre el mateix anell o dos espais vectorials sobre el mateix cos {\displaystyle A}) hi ha un únic homomorfisme
| {\displaystyle \varphi ^{\ast }:N^{\ast }\longrightarrow M^{\ast }\,} |

entre les respectives estructures duals que compleix
| {\displaystyle \langle m,\varphi ^{\ast }(\nu )\rangle =\langle \varphi (m),\nu \rangle \,,\quad m\in M\,,\quad \nu \in N^{\ast }\,} |

Aquest homomorfisme, {\displaystyle \varphi ^{\ast }}, és l'homomorfisme dual de l'homomorfisme {\displaystyle \varphi }.

## Existència i unicitat

### Existència
La relació
| {\displaystyle \langle m,\varphi ^{\ast }(\nu )\rangle =\langle \varphi (m),\nu \rangle \,,\quad m\in M\,,\quad \nu \in N^{\ast }\,} |

defineix efectivament una única forma lineal a {\displaystyle M^{\ast }}. En efecte, del fet que la forma bilineal canònica de {\displaystyle M\times M^{\ast }} és no degenerada en resulta que, si
| {\displaystyle \forall m\in M\,,\,\langle m,\mu _{1}\rangle =\langle m,\mu _{2}\rangle =\langle \varphi (m),\nu \rangle \,,\quad \mu _{1},\mu _{2}\in M^{\ast }\,,\quad \nu \in N^{\ast }\,} |

{\displaystyle \mu _{1}-\mu _{2}} pertany al subespai nul de la forma bilineal i, com que és no degenerada, és zero i {\displaystyle \mu _{1}=\mu _{2}=\varphi ^{\ast }(\nu )}. La linealitat de la forma {\displaystyle \varphi ^{\ast }(\nu )} és, també immediata:
| {\displaystyle {\begin{aligned}\langle m,\varphi ^{\ast }\left(\lambda _{1}\nu _{1}+\lambda _{2}\nu _{2}\right)\rangle &=\langle \varphi (m),\lambda _{1}\nu _{1}+\lambda _{2}\nu _{2}\rangle =\lambda _{1}\langle \varphi (m),\nu _{1}\rangle +\lambda _{2}\langle \varphi (m),\nu _{2}\rangle =\\&=\lambda _{1}\langle m,\varphi ^{\ast }\left(\nu _{1}\right)\rangle +\lambda _{2}\langle m,\varphi \left(\nu _{2}\right)\rangle =\\&=\langle m,\lambda _{1}\varphi ^{\ast }\left(\nu _{1}\right)+\lambda _{2}\varphi ^{ast}\left(\nu _{2}\right)\rangle \,,\quad m\in M\,,\quad \nu _{1},\nu _{2}\in N^{\ast }\,,\quad \lambda _{1},\lambda _{2}\in A\end{aligned}}\,} |

### Unicitat
La mateixa argumentació, basada en la no degeneració de la forma bilineal canònica sobre {\displaystyle M\times M^{\ast }}, mostra la unicitat de l'homomorfisme dual: si
| {\displaystyle \forall m\in M\,,\,\forall \nu \in N^{\ast }\,,\,\langle m,\varphi _{1}^{\ast }(\nu )\rangle =\langle m,\varphi _{2}^{\ast }(\nu )\rangle =\langle \varphi (m),\nu \rangle \,} |

resulta 
| {\displaystyle \forall m\in M\,,\,\forall \nu \in N^{\ast }\,,\,\langle m,\varphi _{1}^{\ast }(\nu )-\varphi _{2}^{\ast }(\nu )\rangle =0\,} |

és a dir,
| {\displaystyle \forall \nu \in N^{\ast }\,,\,\varphi _{1}^{\ast }(\nu )-\varphi _{2}^{\ast }(\nu )=0\,} |

i {\displaystyle \varphi _{1}^{\ast }=\varphi _{2}^{\ast }}.

## Propietats
Les següents propietats són immediates: 
- {\displaystyle \left(\lambda \varphi +\mu \psi \right)^{\ast }=\lambda \varphi ^{\ast }+\mu \psi ^{\ast }\,,\quad \lambda ,\mu \in A}
- {\displaystyle \left(\varphi \circ \psi \right)^{\ast }=\psi ^{\ast }\circ \varphi ^{\ast }}

## Nuclis i imatges duals
Entre els nuclis i imatges d'homomorfismes duals en resulten les següents relacions de dualitat
| {\displaystyle \left(\varphi (M)\right)^{\ast }=N^{\ast }/\ker \varphi ^{\ast }\,}            |
| {\displaystyle \left(M/\ker \varphi \right)^{\ast }=\varphi ^{\ast }\left(N^{\ast }\right)\,} |

perquè les dues formes bilineals
| {\displaystyle \varphi (M)\times N^{\ast }/\ker \varphi ^{\ast }\longrightarrow A\,}           | {\displaystyle M/\ker \varphi \times \varphi ^{\ast }\left(N^{\ast }\right)\longrightarrow A\,}                |
| {\displaystyle \langle \varphi (m),{\tilde {\nu }}\rangle =\langle \varphi (m),\nu \rangle \,} | {\displaystyle \langle {\tilde {m}},\varphi ^{\ast }(\nu )\rangle =\langle m,\varphi ^{\ast }(\nu )\rangle \,} |

són no degenerades i, en conseqüència, tenen aquestes relacions de dualitat.

## Aplicacions duals entre espais vectorials de dimensió finita
Si {\displaystyle M} i {\displaystyle N} són espais vectorials de dimensió finita, també ho són els duals {\displaystyle M^{\ast }} i {\displaystyle N^{\ast }} i els subespais {\displaystyle \ker \varphi }, {\displaystyle \varphi (M)}, {\displaystyle \ker \varphi ^{\ast }}, {\displaystyle \varphi ^{\ast }\left(N^{\ast }\right)} i, de les relacions de dualitat ja establertes, en resulta
| {\displaystyle \dim M=\dim M^{\ast }\,}                                 | {\displaystyle \dim N=\dim N^{\ast }\,}                                       |
| {\displaystyle \dim \varphi (M)=\dim N^{\ast }/\ker \varphi ^{\ast }\,} | {\displaystyle \dim M/\ker \varphi =\varphi ^{\ast }\left(N^{\ast }\right)\,} |

que, junt amb els isomorfismes
| {\displaystyle M/\ker \varphi =\varphi (M)\,} | {\displaystyle N^{\ast }/\ker \varphi ^{\ast }=\varphi ^{\ast }(N)\,} |

dona
| {\displaystyle \dim \varphi (M)=\dim \varphi ^{\ast }\left(N^{\ast }\right)\,} |

i dues aplicacions duals, {\displaystyle \varphi } i {\displaystyle \varphi ^{\ast }} tenen el mateix rang.

## Matrius d'aplicacions duals
Si {\displaystyle M}, {\displaystyle M^{\ast }} i {\displaystyle N}, {\displaystyle N^{\ast }} són parelles duals d'espais vectorials de dimensió finita, {\displaystyle \varphi :M\longrightarrow N} i {\displaystyle \varphi ^{\ast }:N^{\ast }\longrightarrow M^{\ast }} són dos homomorfismes duals i
| {\displaystyle {\mathcal {B}}_{M}=\left\{u_{1},u_{2},\ldots u_{m}\right\}\,} | {\displaystyle {\mathcal {B}}_{M^{\ast }}=\left\{u_{1}^{\ast },u_{2}^{\ast },\ldots u_{m}^{\ast }\right\}\,} |
| {\displaystyle {\mathcal {B}}_{N}=\left\{v_{1},v_{2},\ldots u_{n}\right\}\,} | {\displaystyle {\mathcal {B}}_{N^{\ast }}=\left\{v_{1}^{\ast },v_{2}^{\ast },\ldots v_{n}^{\ast }\right\}\,} |

en són les respectives bases i bases duals, la matriu de l'homomorfisme {\displaystyle \varphi } consisteix en les {\displaystyle m} columnes {\displaystyle \varphi (u_{j})\,,\,j=1,\ldots ,m}, cadascuna amb {\displaystyle n} elements. De la definició de base dual en resulta que l'element de la fila {\displaystyle i} columna {\displaystyle j} d'aquesta matriu és:
| {\displaystyle \varphi \quad \longleftrightarrow \quad {\begin{pmatrix}\langle \varphi \left(u_{j}\right),v_{i}^{\ast }\rangle \end{pmatrix}}\,} |

D'altra banda, si convenim a disposar els elements dels duals com a vectors fila, la matriu de l'homomorfisme dual {\displaystyle \varphi ^{\ast }} consisteix en les {\displaystyle n} files {\displaystyle \varphi ^{\ast }(v_{i}^{\ast })\,,\,i=1,\ldots ,n}, cadascuna amb {\displaystyle m} elements. De la definició de base dual en resulta que l'element de la fila {\displaystyle i} columna {\displaystyle j} d'aquesta matriu és:
| {\displaystyle \varphi ^{\ast }\quad \longleftrightarrow \quad {\begin{pmatrix}\langle u_{j},\varphi ^{\ast }\left(v_{i}^{\ast }\right)\rangle \end{pmatrix}}\,} |

i, com que {\displaystyle \langle \varphi \left(u_{j}\right),v_{i}^{\ast }\rangle =\langle u_{j},\varphi ^{\ast }\left(v_{i}^{\ast }\right)\rangle }, resulta que ambdues matrius són idèntiques. Però, si convenim a disposar els elements del dual com a vectors columna, aleshores una matriu és la matriu transposada de l'altra.
Això i que els rangs de {\displaystyle \varphi } i de {\displaystyle \varphi ^{\ast }} són iguals mostra que, en una matriu, el rang per files i el rang per columnes és el mateix i es pot parlar, doncs, del rang d'una matriu.